# Плотников, Алексей Витальевич
Алексей Витальевич Плотников (родился 10 июня 1965 г. в городе Запорожье, УССР) — украинский экономист и политический деятель. Доктор экономических наук (1994), профессор (1998), заслуженный экономист Украины (2010); Народный депутат Украины 5-го и 6-го созыва; Член Комитета ПАСЕ по вопросам равенства и недискриминации (2010—2012); Институт мировой экономики и международных отношений НАН Украины, главный научный сотрудник (с 12.2012); Национальный авиационный университет, профессор (с 05.2022); Институт экономики и прогнозирования НАН Украины, ведущий научный сотрудник (с 03.2018).
Отец — Виталий Алексеевич (1938—2008) — профессор Украинской академии внешней торговли; мать — Раиса Ивановна (1943) — пенсионер.

## Образование
В 1986 г. окончил финансово-экономический факультет Киевского института народного хозяйства (сейчас — Киевский национальный экономический университет) по специальности «финансы и кредит», экономист.
В 1991 г. в Киевском институте народного хозяйства защитил кандидатскую диссертацию на тему «Финансово-экономические отношения в процессе реализации собственности» по специальности «политическая экономия».
В 1994 г. в Институте международных отношений Киевского университета имени Тараса Шевченко защитил докторскую диссертацию на тему «Финансовый менеджмент в транснациональных корпорациях» по специальности «международные экономические отношения».
В 1998 г. в Институте мировой экономики и международных отношений НАН Украины присуждено ученое звание профессора по специальности «мировое хозяйство и международные экономические отношения».

## Биография
1986—1988 г.г. — ревизор-инспектор, главный налоговый ревизор-инспектор, финансовое управление Киевского горисполкома.
1988—1989 г.г. — аспирант очной формы обучения кафедры политической экономии, Киевский институт народного хозяйства.
1989—1992 г.г. — преподаватель кафедры экономической теории, Киевский институт народного хозяйства.
1992—1994 г.г. — старший научный сотрудник отдела мировых рыночных моделей и проблем приватизации, Институт мировой экономики и международных отношений НАН Украины.
1994—2012 г.г. — заведующий отделом международных валютно-финансовых отношений, Институт мировой экономики и международных отношений НАН Украины.
2006—2007 г.г. — Народный депутат Украины 5-го созыва, № 113 в списке. Заместитель председателя Комитета по вопросам экономической политики (с 07.2006); председатель Временной следственной комиссии Верховной Рады Украины по вопросам проверки эффективности функционирования специальных экономических зон и территорий приоритетного развития на Украине (с 21.12.2006); член Украинской части Комитета по парламентскому сотрудничеству между Украиной и Европейским Союзом; руководитель группы по межпарламентским связям с Республикой Болгария; руководитель группы по межпарламентским связям с Республикой Македония; член фракции Партии регионов (с 05.2006), Верховная Рада Украины.
2007—2012 г.г. — Народный депутат Украины 6-го созыва, № 136 в списке. Член Комитета по вопросам экономической политики (с 12.2007), председатель подкомитета по вопросам международной экономической политики; член Временной следственной комиссии Верховной Рады Украины по вопросам расследования обстоятельств нарушения Конституции Украины, Земельного кодекса Украины, других законов Украины и принятия противоправных решений Киевским городским советом в период с 2007 по 2010 годы; руководитель группы по межпарламентским связям с Республикой Болгария; член фракции Партии регионов (с 11.2007). Член Комитета ПАСЕ по вопросам равенства и недискриминации (с 04.2010), Верховная Рада Украины.
Государственный служащий 1-го ранга (10.2007).

## Общественная деятельность
1996—1997 г.г. — руководитель группы экспертов по вопросам экономики, Украинский центр экономических и политических исследований (сейчас — Центр Разумкова).
1995—2003 г.г. — член научного совета, Научно-исследовательский институт при Министерстве финансов Украины.
1996—1998 г.г. — член экспертного совета, ВАК Украины.
2005—2006 г.г. — заместитель председателя правления, экспертно-аналитический центр «Социум».
2008—2013 г.г. — член правления, Международный фонд «Единый мир».
2012—2013 г.г. — советник Премьер-министра Украины на общественных началах.

## Отличия
Стипендия Национальной академии наук Украины для молодых ученых (1994—1996).
Стипендия Президента Украины (1996—1998).
Внесен в справочники «Marquis Who’s Who in the World» (1999, 2000, 2001, 2002, 2004, США), «Marquis Who’s Who in Science and Engineering» (2000, 2002—2003, США), «Marquis Who’s Who in America» (2003, США).
Заслуженный экономист Украины (2010).

## Дополнительная информация
В 1993 году стажировался в коммерческом банке «Credit Lyonnais», Париж, Франция.
В 1995 стажировался в Федеральной резервной системе США.
Автор более 200 научных работ, в частности: «Финансово-экономические отношения в рыночной экономике» (1992), «Финансовый менеджмент» (1994), «Проблемы развития финансово-промышленных групп в Украине» (1995), «Проблемы развития постсоциалистических стран» (1996), «Динаміка зовнішніх боргових зобов’язань України» (2000, соавтор), «Ultima ratio економічних реформ» (2003), «Фінансовий менеджмент в транснаціональних корпораціях» (2004; 2011), «Міжнародні економічні відносини» (2005, соавтор), «Глобальна фінансова криза: уроки для світу та України» (2009, соавтор), " «Мировая экономика: глобальный финансовый кризис» (2010, соавтор), «Міжнародні економічні відносини» (2017, соавтор), «Міжнародні фінанси» (2019, соавтор), «Глобалізація: світова економіка та українські реалії» (2020, соавтор), «The General Situation with Climate Change in the World and Risk Assessment for the Global Economy»
(Springer Nature, 2023), многочисленных публикаций в средствах массовой информации.
Подготовил 23 кандидатов и 1 доктора экономических наук.
Владеет английским, болгарским, сербским, хорватским языками.
Увлечения: путешествия.